# Bert Geer Phillips
Bert Geer Phillips (* 15. Juli 1868 in Hudson, New York; † 16. Juni 1956 in San Diego, Kalifornien) war ein US-amerikanischer Maler und Gründungsmitglied der Taos Society of Artists.

## Leben
Bert Geer Phillips zeigte schon früh eine Leidenschaft für die Malerei und begann seine künstlerische Ausbildung bei George McKinstry in seiner Heimatstadt Hudson. Mit 16 Jahren zog er nach New York City, um an der Art Students League of New York und der National Academy of Design zu studieren. 1894 reiste er nach Europa und setzte seine Studien an der Académie Julian in Paris fort, wo er Ernest Leonard Blumenschein und Joseph Henry Sharp kennenlernte.

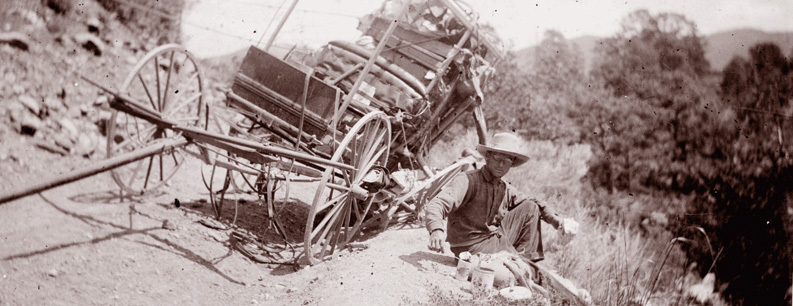
Bert Geer Phillips und Ernest Blumenschein halten an, um ein kaputtes Wagenrad reparieren zu lassen, sind von Taos verzaubert und beschließen zu bleiben. Dieses Ereignis markiert den Beginn einer Künstlermigration, die bis heute anhält.

1896 kehrte Phillips nach New York zurück, wo er sich ein Atelier mit Blumenschein teilte. 1898 unternahmen die beiden eine Reise in den amerikanischen Westen, die sie nach Taos in New Mexico führte. Beeindruckt von der Landschaft und der Kultur der Region beschließt Phillips, in Taos zu bleiben, während Blumenschein nach New York zurückkehrt. 1899 heiratete er Rose Martin, die Schwester des ortsansässigen Arztes Thomas „Doc“ Martin.

## Werk
Phillips’ Werk konzentrierte sich hauptsächlich auf figürliche Darstellungen der indigenen Bevölkerung und der Landschaft New Mexicos. Sein Stil blieb dem akademischen Realismus treu und er vermied moderne Strömungen, die einige seiner Zeitgenossen beeinflussten. Er war maßgeblich an der Gründung der Taos Society of Artists im Jahr 1915 beteiligt und trug dazu bei, Taos als bedeutendes Kunstzentrum zu etablieren.